# Antonio Sarti
Antonio Sarti (Budrio, 18 ottobre 1797 – Roma, 24 settembre 1880) è stato un architetto e incisore italiano.

## Biografia
Antonio Sarti nacque a Budrio nel 1797, nei dintorni di Bologna, come primo di sette fratelli da una famiglia di condizione umile. Dopo avere dimostrato la sua attitudine per le arti già in età giovanile, nel novembre 1813 fu ammesso a studiare all'Accademia di belle arti di Bologna. Nel 1820 si poté trasferire a Roma per approfondire lo studio dell'Architettura, grazie ad un premio dall'Accademia. Grazie anche all'interessamento del cardinal Ercole Consalvi, Sarti poté entrare in contatto con diversi artisti attivi nella Roma dell'epoca.
Tra le sue realizzazioni figurano la facciata in stile rinascimentale di Palazzo Maffei Marescotti, e il Palazzo della Manifattura Pontificia dei Tabacchi, eretto in tardo stile neoclassico a piazza Mastai, nel quartiere Trastevere, entrambi a Roma.
Antonio Sarti fu sepolto al cimitero del Verano.

## Opere
- Chiesa del Santissimo Salvatore, Terracina.
- Chiesa del Gesu altare maggiore, Roma.
- Palazzo della Prefettura (Frosinone).